# 1672 год
1672 (ты́сяча шестьсо́т се́мьдесят второ́й) год  по григорианскому календарю — високосный год, начинающийся в пятницу. Это 1672 год нашей эры, 2‑й год 8‑го десятилетия XVII века 2‑го тысячелетия, 3‑й год 1670‑х годов. Он закончился 353 года назад.
| Пн | Вт | Ср | Чт | Пт | Сб | Вс |
|    |    |    |    | 1  | 2  | 3  |
| 4  | 5  | 6  | 7  | 8  | 9  | 10 |
| 11 | 12 | 13 | 14 | 15 | 16 | 17 |
| 18 | 19 | 20 | 21 | 22 | 23 | 24 |
| 25 | 26 | 27 | 28 | 29 | 30 | 31 |

| Пн | Вт | Ср | Чт | Пт | Сб | Вс |
| 1  | 2  | 3  | 4  | 5  | 6  | 7  |
| 8  | 9  | 10 | 11 | 12 | 13 | 14 |
| 15 | 16 | 17 | 18 | 19 | 20 | 21 |
| 22 | 23 | 24 | 25 | 26 | 27 | 28 |
| 29 |    |    |    |    |    |    |

| Пн | Вт | Ср | Чт | Пт | Сб | Вс |
|    | 1  | 2  | 3  | 4  | 5  | 6  |
| 7  | 8  | 9  | 10 | 11 | 12 | 13 |
| 14 | 15 | 16 | 17 | 18 | 19 | 20 |
| 21 | 22 | 23 | 24 | 25 | 26 | 27 |
| 28 | 29 | 30 | 31 |    |    |    |

| Пн | Вт | Ср | Чт | Пт | Сб | Вс |
|    |    |    |    | 1  | 2  | 3  |
| 4  | 5  | 6  | 7  | 8  | 9  | 10 |
| 11 | 12 | 13 | 14 | 15 | 16 | 17 |
| 18 | 19 | 20 | 21 | 22 | 23 | 24 |
| 25 | 26 | 27 | 28 | 29 | 30 |    |

| Пн | Вт | Ср | Чт | Пт | Сб | Вс |
|    |    |    |    |    |    | 1  |
| 2  | 3  | 4  | 5  | 6  | 7  | 8  |
| 9  | 10 | 11 | 12 | 13 | 14 | 15 |
| 16 | 17 | 18 | 19 | 20 | 21 | 22 |
| 23 | 24 | 25 | 26 | 27 | 28 | 29 |
| 30 | 31 |    |    |    |    |    |

| Пн | Вт | Ср | Чт | Пт | Сб | Вс |
|    |    | 1  | 2  | 3  | 4  | 5  |
| 6  | 7  | 8  | 9  | 10 | 11 | 12 |
| 13 | 14 | 15 | 16 | 17 | 18 | 19 |
| 20 | 21 | 22 | 23 | 24 | 25 | 26 |
| 27 | 28 | 29 | 30 |    |    |    |

| Пн | Вт | Ср | Чт | Пт | Сб | Вс |
|    |    |    |    | 1  | 2  | 3  |
| 4  | 5  | 6  | 7  | 8  | 9  | 10 |
| 11 | 12 | 13 | 14 | 15 | 16 | 17 |
| 18 | 19 | 20 | 21 | 22 | 23 | 24 |
| 25 | 26 | 27 | 28 | 29 | 30 | 31 |

| Пн | Вт | Ср | Чт | Пт | Сб | Вс |
| 1  | 2  | 3  | 4  | 5  | 6  | 7  |
| 8  | 9  | 10 | 11 | 12 | 13 | 14 |
| 15 | 16 | 17 | 18 | 19 | 20 | 21 |
| 22 | 23 | 24 | 25 | 26 | 27 | 28 |
| 29 | 30 | 31 |    |    |    |    |

| Пн | Вт | Ср | Чт | Пт | Сб | Вс |
|    |    |    | 1  | 2  | 3  | 4  |
| 5  | 6  | 7  | 8  | 9  | 10 | 11 |
| 12 | 13 | 14 | 15 | 16 | 17 | 18 |
| 19 | 20 | 21 | 22 | 23 | 24 | 25 |
| 26 | 27 | 28 | 29 | 30 |    |    |

| Пн | Вт | Ср | Чт | Пт | Сб | Вс |
|    |    |    |    |    | 1  | 2  |
| 3  | 4  | 5  | 6  | 7  | 8  | 9  |
| 10 | 11 | 12 | 13 | 14 | 15 | 16 |
| 17 | 18 | 19 | 20 | 21 | 22 | 23 |
| 24 | 25 | 26 | 27 | 28 | 29 | 30 |
| 31 |    |    |    |    |    |    |

| Пн | Вт | Ср | Чт | Пт | Сб | Вс |
|    | 1  | 2  | 3  | 4  | 5  | 6  |
| 7  | 8  | 9  | 10 | 11 | 12 | 13 |
| 14 | 15 | 16 | 17 | 18 | 19 | 20 |
| 21 | 22 | 23 | 24 | 25 | 26 | 27 |
| 28 | 29 | 30 |    |    |    |    |

| Пн | Вт | Ср | Чт | Пт | Сб | Вс |
|    |    |    | 1  | 2  | 3  | 4  |
| 5  | 6  | 7  | 8  | 9  | 10 | 11 |
| 12 | 13 | 14 | 15 | 16 | 17 | 18 |
| 19 | 20 | 21 | 22 | 23 | 24 | 25 |
| 26 | 27 | 28 | 29 | 30 | 31 |    |

## События
- 1618—1683 — маньчжурское завоевание Китая. Процесс распространения власти маньчжурской империи Цин на территорию, принадлежавшую китайской империи Мин[1].
- 1669—1672 — закончилось восстание Сягусяина в Японии. Восстание народа айнов, коренных жителей Японии, на японском острове Хоккайдо против японских государственных и торговых властей, представленных в первую очередь родом Мацумаэ[2].
- 1672—1678 — началась Голландская война. Военный конфликт, участниками которого были с одной стороны Франция, Англия, Швеция, Кёльн и Мюнстер, а с другой — Голландия, Испания, Габсбургская монархия и Бранденбург[3].
  - 1—10 июня — сражение при Грунло[4].
  - 28 мая (7 июня) — сражение при Солебее[4].
  - 9 июля—17 августа — осада Гронингена[4].
- 1672—1674 — началась Третья англо-голландская война. Эпизод Голландской войны[5].
  - 12 июня — переход французской армии Тюренна и Конде через Рейн, начало вторжения в Южные Нидерланды и Голландию. Французы овладели рядом сильных крепостей и вторглись вглубь Голландии. Осенью голландцы открыли плотины, и море затопило часть страны. Французы вынуждены отступить. Де Рюйтер оставил небольшую эскадру для отвлечения французов и направил основные удары против английского флота, сумев обеспечить безопасность побережья. В Нидерландах 1672 год получил название «Год бедствий»[6].
  - Восстание городских низов в Голландии[6].
  - 28 мая (7 июня) — морское сражение при Солебее[7].
  - 20 августа — убийство оранжистами Яна де Витта[6].
- Восстание венгерских и словацких крестьян в Северной Венгрии против Габсбургов.
- Иерусалимский собор. Поместный собор Иерусалимской церкви, созванный при православном Иерусалимском патриархе Досифее II, с целью опровержения кальвинистского «Исповедания веры» Кирилла Лукариса[8].
- Основание в Дании Вест-Индской и Гвинейской компаний.

### Англия
- Карл II издал «Декларацию веротерпимости» в Англии.
- Начало войны Франции и Англии против Голландии, Королевства Испании и Бранденбурга («перекупленного» голландцами).

### Речь Посполитая
- 1672—1676 — началась Польско—турецкая война. Султан Мехмед IV двинул войска пытаясь захватить Правобережную Украину[9].
  - В самой Речи Посполитой назревала гражданская война между магнатско—шляхетскими группировками. Сейм раздирала фракционная борьба. Король не имел значительной военной силы противостоять турецкой агрессии[9].
  - Август — турки овладели крепостью Каменец[9].
  - Сентябрь — турецкое командование создав 2 группировки (во 2-ю входили отряды крымских татар и казаки во главе с П.Д. Дорошенко), начали наступление по двум основным направлениям — на Бучач и Львов. Сражение поляков с турками под Львовом[9].
  - 17 октября — Речь Посполитая была вынуждена заключить с Османской империей Бучачский договор[9].
  - По договору Турция получила Подолию (до 1699), Каменец и большую часть Правобережной Украины[9].
  - Оставшаяся часть Правобережной Украины осталась под контролем П.Д. Дорошенко, признавшего над собой верховную власть турецкого султана (см. 1669)[10].

## Русское государство
Царствование: 1645—1676 — Алексей Михайлович
- 1667—1676 — Соловецкое восстание[11].
  - 3 (13) апреля — командира стрельцов, стряпчего И.А. Волохова, ведущего осаду Соловецкого монастыря, сменил сотник К. Ивлев[11].
  - Осада монастыря велась только в летние месяца, на зиму войско уходило в Сумской острог[11].
- 1672—1724 — Хан калмыков Аюка (1642—1724) принял подданство России.
- Русское правительство предупреждает Турцию о своей готовности оказать помощь Речи Посполитой.
- Заговор против гетмана Д.И. Многогрешного, обвинённого в измене русскому царю[12].
  - Д.И. Многогрешный обвинён казацкой старшиной в измене за связи с гетманом Правобережной Украины П.Д. Дорошенко придерживавшимся турецкой ориентации, раздаче должностей (урядов) своим родственникам и другие. Он был низложен, взят под стражу и отправлен в Москву, где приговорён к смертной казни, заменённой ссылкой в Сибирь и заключением в Иркутскую тюрьму[13].
  - 1672—1687 — И.С. Самойлович на Генеральной Раде в местечке Казачья Дубрава близ г. Конотоп (сов. с. Казацкое, Конотопского р-на, Сумской обл.) избран гетманом Запорожского войска Левобережной Украины[12].
- Создан Приказ новой аптеки, который в 1674 году вошёл в состав Аптекарского приказа[14].
- Учреждена Нижегородская епархия.
- Иоаким (будущий патриарх Московский) становится Новгородским митрополитом[15].
- Над могилой блаженного святого Иоанна Московского (Большой колпак) с юго-востока храма Василия Блаженного, где он был погребён в 1589 году, пристроен 11-й предел — Ризоположения (с 1680 года Рождества Пресвятой Богородицы, а в 1916 году переосвящён во имя святого Иоанна Блаженного)[16].
- 1672—1675 — Троекуров Иван Борисович ведал комнатной казной царя Алексея Михайловича и хранил её за своей печатью[17].
- 1671—1676 — главой Посольского приказа бояриным Артамоном Сергеевичем Матвеевым издан Царский титулярник[18].
- А.С. Матвеев организовал первый русский частный театр, собрав "комедийную группу" из собственных дворовых людей и иностранцев, а также способствовал организации театра при царском дворе[19].
  - По царскому указу в селе Преображенском сделан театр[20] (закрыт в 1676 году, под влиянием на юного царя Фёдора Алексеевича консервативно настроенных бояр закрыт)[21].
- А.С. Матвеев инициировал перевод: "Книги избранной вкратце о девяти музах и о семи свободных художествах"[19].
- 1671—1672 — русское посольство во главе с окольничим Волынским Василием Семёновичем и думным дьяком Башмаковым Дементием Миничем в Речь Посполитую[22].
- Украинцев Емельян Игнатьевич послан гонцом в Речь Посполитую[23].
- 1672—1673 — Украинцев Емельян Игнатьевич гонец в Швецию, Данию и Нидерланды[23].
- Следственная комиссия (Одоевский Я.Н., Воротынский И.А., Волынский Василий Семёнович) пытали староверок боярыню Морозову Феодосию Прокопьевну, княгиню Урусову Евдокию Прокофьевну и Данилову М.Г[24].
- Организованы аресты участников Восстания Разина 1670-1671 годов, следствие под управлением Одоевского Я.Н. и суровая расправа над заговорщиками, а также расследование деятельности воеводы Ивана Богдановича Милославского[24].
- Ордин-Нащокин Афанасий Лаврентьевич, снятый в 1670 году с должности главы Посольского приказа, принимает постриг в Крыпецком Иоанно-Богословском монастыре[25].
- Пожалование Думным дворянином: Лопухин Авраам Никитич, Матюшкин Афанасий Иванович, Нарышкин Фёдор Полуэктович, Полтев Семён Иванович[26].
- Пожалован окольничеством: Матвеев Артамон Сергеевич[19], Нарышкин Кирилл Полуэктович[26].
- Местничество: Милославский Иван Богданович и Одоевский Яков Никитич[27].

### Города и поселения
- На средства Хитрово Б.М. в селе Братцево (ныне в черте г. Москва) сооружена церковь в честь Покрова Пресвятой Богородицы[28]
- 1672—1673 — в последний раз отремонтированы дерево-земляные укрепления г. Новосиль[29].
- Близ Иркутского острога основан Вознесенско-Иннокентьевский монастырь (закрыт в 1925 году)[30].
- Полностью восстановлена Олонецкая крепость, сгоревшая в 1668 году[31].
- В Соликамске сгорел деревянный кремль[32].

### Руководители приказов[33]
| Года      | Приказ                  | Ф,И,О главы                | Примечания                  |
| --------- | ----------------------- | -------------------------- | --------------------------- |
| 1654—1680 | Оружейная палата        | Хитрово Богдан Матвеевич   |                             |
| 1664—1680 | Большого дворца         | Хитрово Богдан Матвеевич   |                             |
| 1664—1680 | Судный дворцовый приказ | Хитрово Богдан Матвеевич   | Не путать с Судным приказом |
| 1671—1680 | Костромская четверть    | Хитрово Богдан Матвеевич   |                             |
| С 1669    | Стрелецкий приказ       | Иванов Ларион Иванович     |                             |
| 1672—1676 | Устюжская четверть      | Иванов Ларион Иванович     |                             |
| 1672—1676 | Посольский приказ       | Матвеев Артамон Сергеевич  | Думный дворянин             |
| 1672—1676 | Аптекарский приказ      | Матвеев Артамон Сергеевич  | Думный дворянин             |
| 1669-1672 | Аптекарский приказ      | Голосов Лукьян Тимофеевич  | Думный дьяк                 |
| 1670-1676 | Иноземский приказ       | Троекуров Иван Борисович   |                             |
| 1670-1676 | Рейтарский приказ       | Троекуров Иван Борисович   |                             |
| 1670-1672 | Казанского дворца       | Одоевский Яков Никитич     |                             |
| 1672-1680 | Казанского дворца       | Долгоруков Михаил Юрьевич  |                             |
| 1668-1676 | Монастырский приказ     | Заборовский Семён Иванович |                             |

#### Воеводы[37]
| Года      | Город           | Ф,И,О воеводы             | Примечания                   |
| --------- | --------------- | ------------------------- | ---------------------------- |
| 1669-1675 | Албазин         | Черниговский Никифор      | Приказной человек            |
| 1670-1673 | Арзамас         | Татищев Михаил Юрьевич    | Стольник                     |
| 1671-1674 | Астрахань       | Одоевский Яков Никитич    | Боярин, первый раз 1663-1666 |
| 1670-1672 | Берёзов         | Толбузин Фадей Ларионович | Сын боярский                 |
| 1672      | Берёзов         | Шульгин Яков Григорьевия  | Тобольский сын боярский      |
| 1671-1684 | Братский острог | Перфирьев Иван            | Енисейский сын боярский      |

## Начало правления
См. также: Список глав государств в 1672 году

## Наука
- Немецкий физик, инженер и философ Отто фон Герике (1602—1686) обнаружил, что заряженный электричеством от электростатического генератора шар из серы потрескивает и светится в темноте (первым наблюдал электролюминесценцию). Кроме того, им было обнаружено свойство электрического отталкивания однополярно заряженных предметов.

## Родились
См. также: Категория:Родившиеся в 1672 году
- 1 мая — Джозеф Аддисон — английский писатель, публицист, просветитель, политический деятель, зачинатель английской журналистики.
- 9 июня — Пётр I Великий, царь Русского государства и первый император Российской империи.
- 11 (21) октября — Орлик Филипп Степанович, украинский государственный и политический деятель, гетман Правобережной Украины[38].

## Скончались
См. также: Категория:Умершие в 1672 году
- 8 мая — Жан-Арман дю Пейре граф де Тревиль.